# Ophiomyia kaputarensis
Ophiomyia kaputarensis är en tvåvingeart som beskrevs av Spencer 1977. Ophiomyia kaputarensis ingår i släktet Ophiomyia och familjen minerarflugor. Inga underarter finns listade i Catalogue of Life.